# Teletrece
Teletrece (také známý jako T13 nebo Tele 13) je vlajkový večerní televizní zpravodajský pořady chilské televizní stanice Canal 13 a vysílá se každý den ve 21:00. Představují ho novináři Ramón Ulloa a Constanza Santa Maria. První vysílání 1. března 1970 je v současné době nejdelší televizní pořady a druhým nejsledovanějším celostátním zpravodajstvím v Chile.